# Bjørn Ibsen
Bjørn Aage Ibsen (Copenhague, 30 de agosto de 1915 - 7 de agosto de 2007) foi um anestesiologista dinamarquês e fundador da Medicina Intensiva. Graduou-se em 1940 na Faculdade de Medicina da Universidade de Copenhague e especializou-se em Anestesiologia entre 1949 e 1950, no Massachusetts General Hospital, em Boston. Esteve envolvido, a partir de 1952, no surto de poliomielite que tomou a Dinamarca, durante o qual 2722 pacientes desenvolveram a doença em um período de 6 meses, com 316 acometidos por parada respiratória. O tratamento envolveu o uso de alguns poucos ventiladores de pressão negativa disponíveis, mas esses dispositivos, apesar de úteis, eram limitados e não protegiam contra a aspiração de secreções. Depois de detectar altos níveis de gás carbônico nas amostras de sangue e no interior dos pulmões de meninos em tratamento, Ibsen alterou a conduta. Ele instituiu a ventilação prolongada com pressão positiva através do uso da intubação endotraqueal e contou com 200 estudantes de medicina para bombear ar e oxigênio manualmente para o interior dos pulmões dos pacientes. Com esse modelo, a mortalidade foi reduzida de 90% para 25%.
Em 1953, Ibsen montou o que se tornaria a primeira Unidade de Terapia Intensiva do mundo. Em uma sala de aula do curso de Enfermagem no Kommunehospitalet (Hospital Municipal) de Copenhague, ele estabeleceu um dos primeiros centros especializados no tratamento do tétano, através do uso de relaxantes musculares e de ventilação controlada. Em 1954, Ibsen foi escolhido para chefiar o Departamento de Anestesiologia daquela instituição.